# Wöllaner Nock
Wöllaner Nock är ett berg i Österrike.   Det ligger i distriktet Villach-Land och förbundslandet Kärnten, i den centrala delen av landet, 250 km sydväst om huvudstaden Wien. Toppen på Wöllaner Nock är 2 145 meter över havet, eller 1 055 meter över den omgivande terrängen. Bredden vid basen är 15,2 km.
Terrängen runt Wöllaner Nock är kuperad åt nordost, men åt sydväst är den bergig. Närmaste större samhälle är Villach, 18,6 km söder om Wöllaner Nock. 
I omgivningarna runt Wöllaner Nock växer i huvudsak blandskog. Runt Wöllaner Nock är det ganska tätbefolkat, med 65 invånare per kvadratkilometer.